# Reformierte Kirche Gränichen

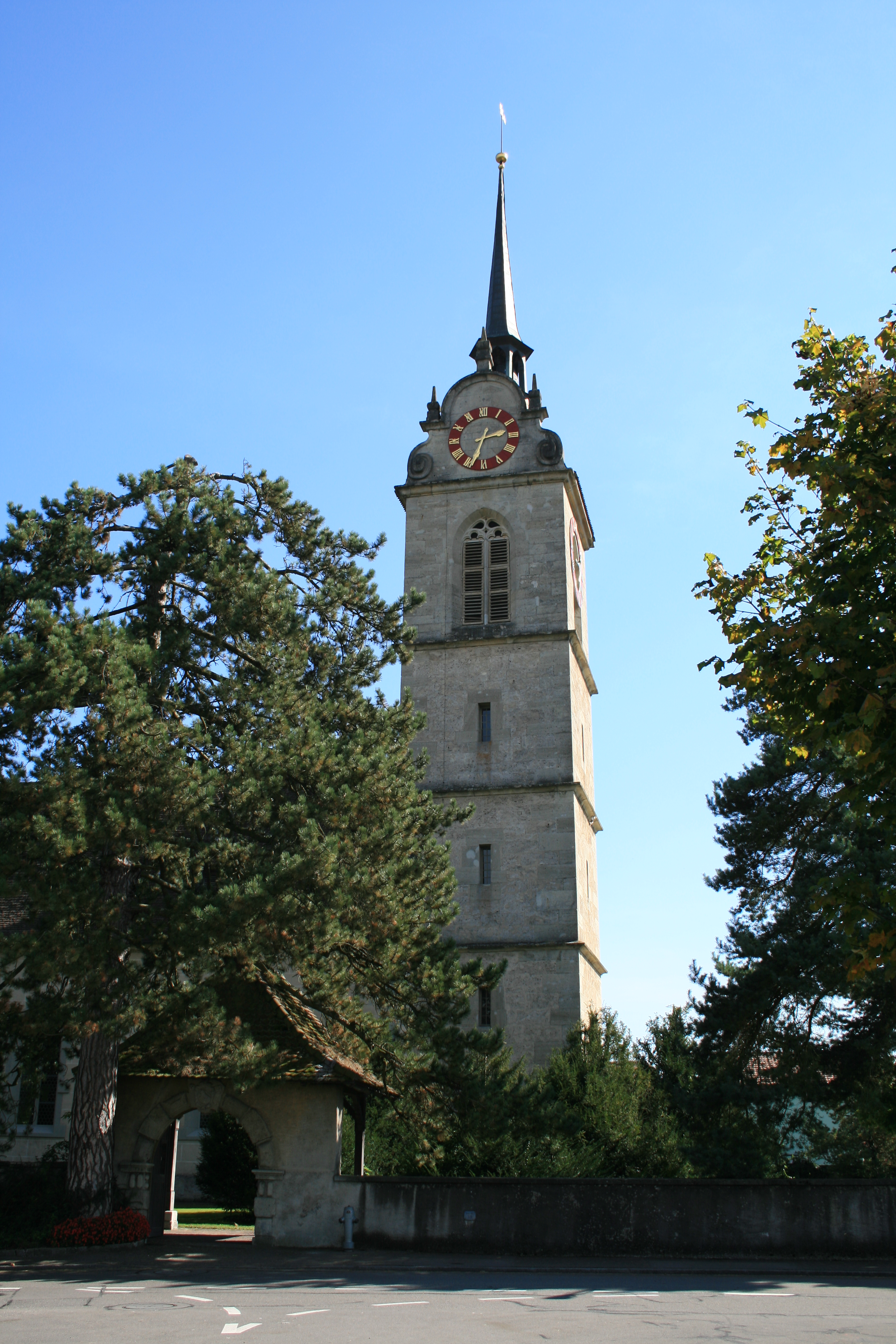
Der Kirchturm

Die reformierte Kirche Gränichen ist das reformierte Kirchengebäude in der aargauischen Gemeinde Gränichen. Es befindet sich an der Oberdorfstrasse südlich des Dorfzentrums. Die Kirche gilt als Hauptwerk des protestantischen Kirchenbaus im Aargau und steht unter kantonalem Denkmalschutz.

## Geschichte
Die erste urkundliche Erwähnung einer Kirche in Gränichen erfolgte im Jahr 1275, als Filiale der Kirche Suhr. Spätestens ab 1324 war Gränichen eine eigenständige Pfarrei. Der Vorgänger der heutigen Kirche wurde 1473 erbaut und diente ab 1528 der reformierten Konfession. Im Jahr 1645 erhöhte Maurermeister Künzler aus dem Breisgau den Kirchturm um 20 Schuh. 1661 war die Kirche derart baufällig geworden, dass die bernische Obrigkeit eine Überprüfung anordnete. Daraufhin wurden einige oberflächliche Reparaturen vorgenommen, die Behörden ignorierten aber trotz Ermahnungen von Werkmeister Simon Erismann das Turmfundament. Am 26. Mai 1661, zehn Tage nach Ende der Arbeiten, stürzte der Turm ein.

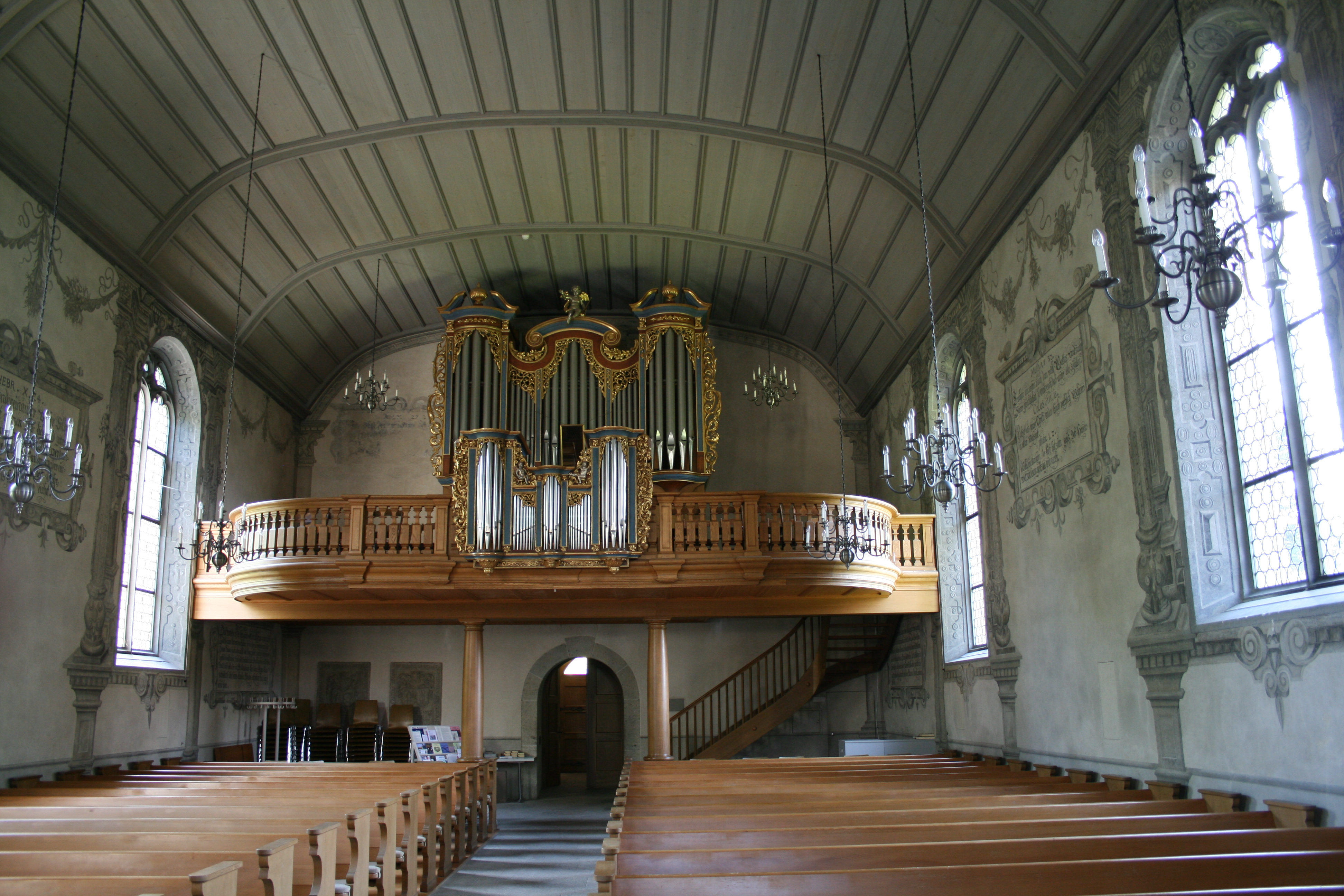
Das Kirchenschiff mit Orgelprospekt

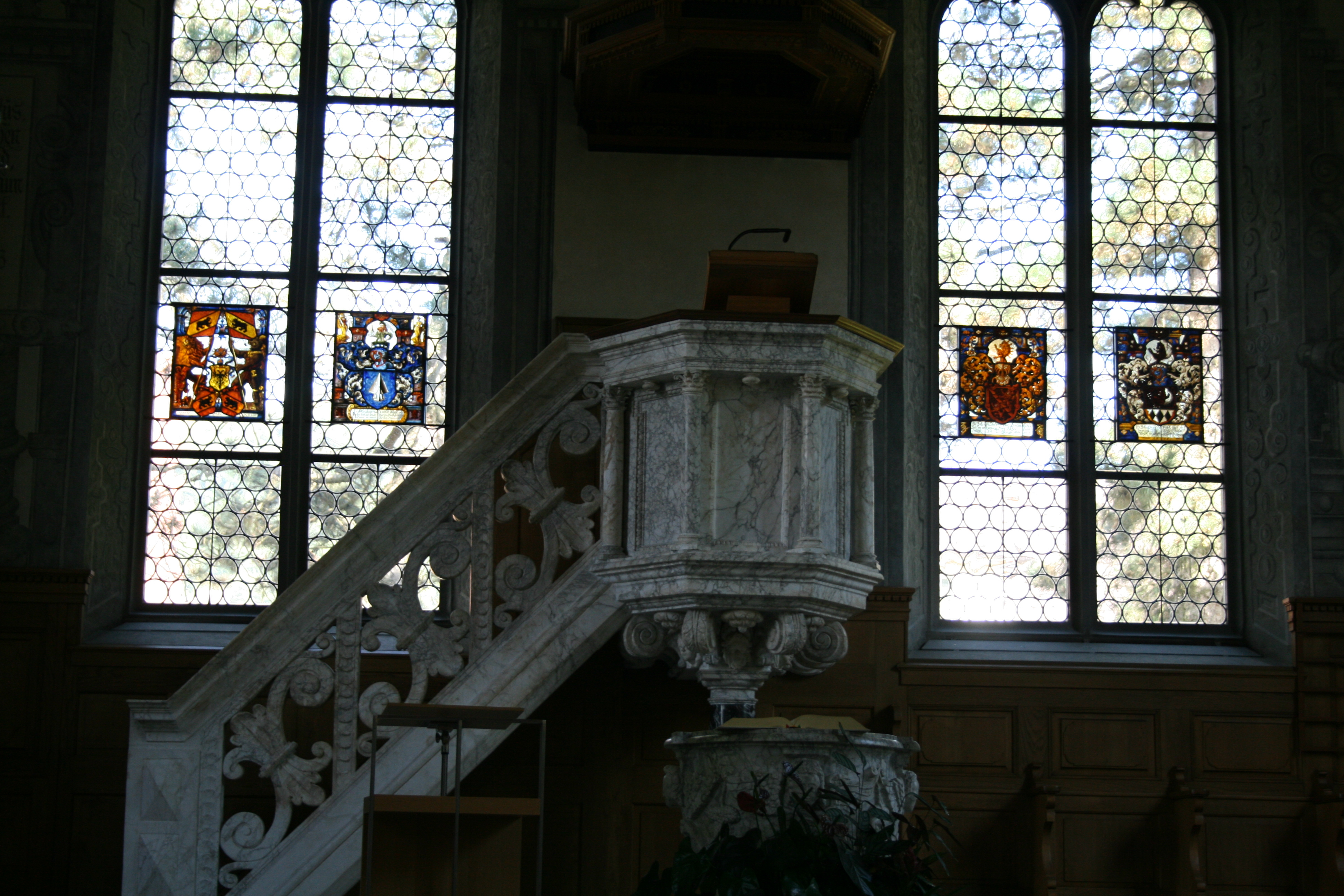
Kanzel und Glasfenster

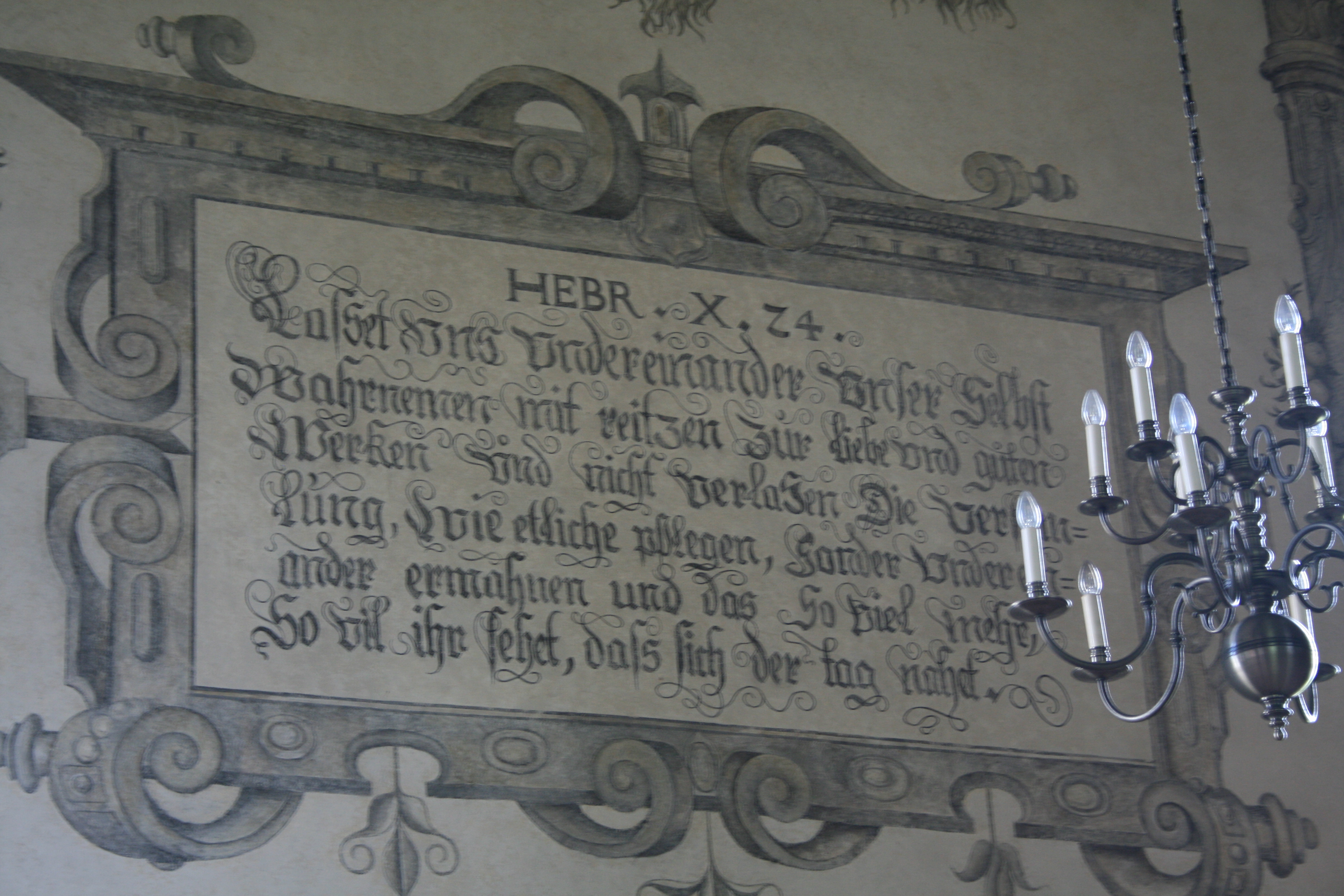
Inschrift Hebräer 10

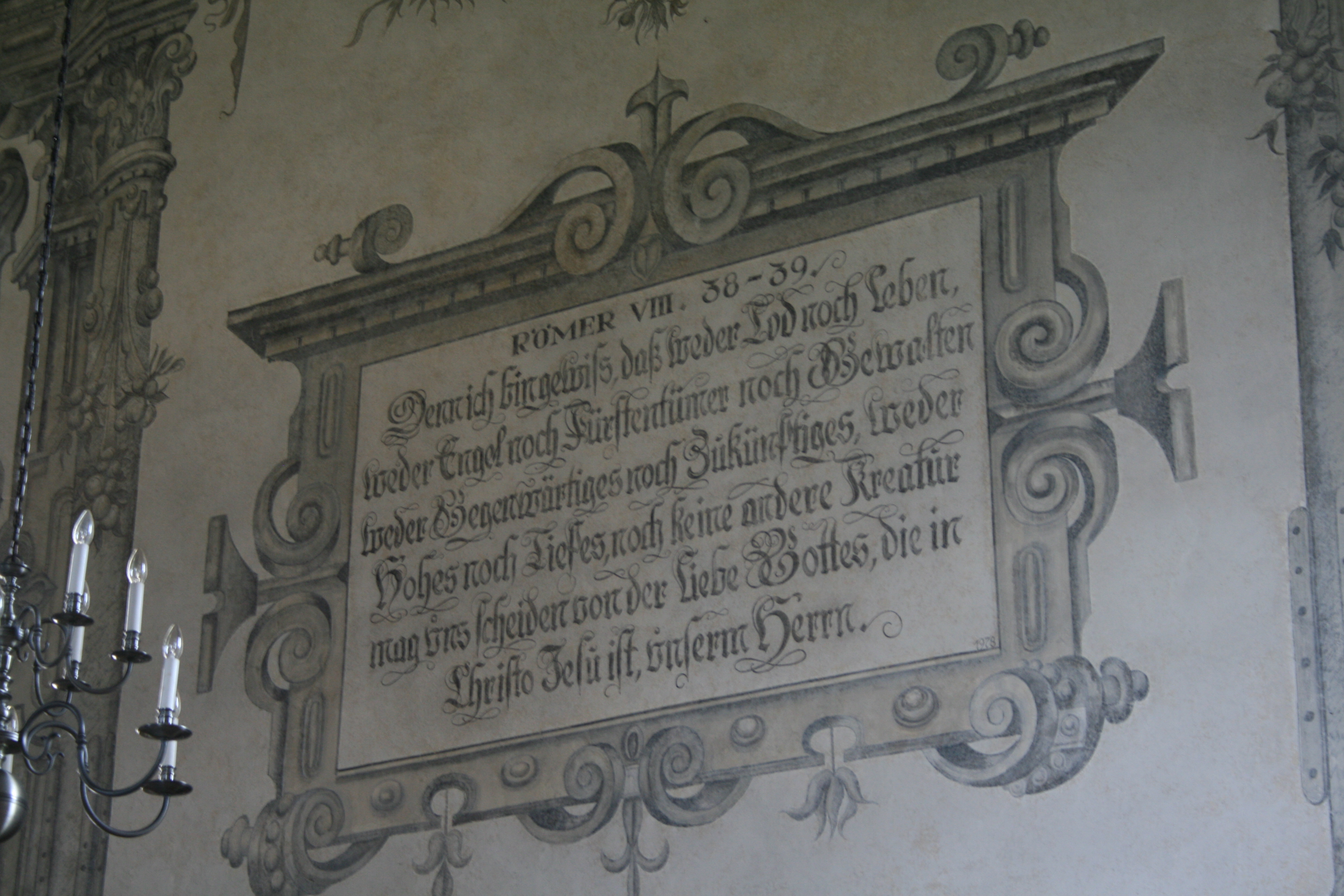
Inschrift Römer 8

Nachdem zunächst die Reparatur des Turms erwogen worden war, plante man einen kompletten Neubau. Auf Intervention von Werkmeister Abraham Dünz, der die Bauleitung innehatte, wurden der Bauplatz um mehrere Meter verschoben und das Projekt an einigen Punkten abgeändert. Die Finanzierung erfolgte durch freiwillige Steuern und Zuschüsse der Stadt Bern. Im Herbst 1663 waren die Bauarbeiten an der neuen Kirche abgeschlossen, die Einweihung erfolgte am 1. November desselben Jahres. Seither kam es zu verschiedenen Renovationen.

## Gebäude und Ausstattung
Die im spätgotischen Stil aus einheimischen Bruchsteinen errichtete Kirche steht in flachem Gelände inmitten des Friedhofs. Sie ist ein rechteckiger Bau ohne Chor und besitzt kräftige Sockel und Eckpfeiler. Darüber spannt sich ein abgewalmtes Satteldach. Die Fenster sind als Rundbogen mit Masswerk ausgeführt. Der aus Muschelkalk und teilweise aus Tuffstein bestehende Kirchturm ist an die nordwestlichen Schmalseite angefügt und durch kräftige Gesimse unterteilt. Die Schalllöcher im Glockengeschoss besitzen die Form spitzbogiger Masswerkfenster. Darüber befindet sich ein quer zum Schiff gestelltes Satteldach hinter barock konturierten Uhrgiebeln mit Voluten und Obelisken. Auf dem First steht ein Dachreiter mit spitzem Nadelhelm.
Wie bei protestantischen Kirchenbauten üblich ist das Innere schlicht gestaltet. Über dem Saal wölbt sich ein Tonnengewölbe, die Wände sind durch Pilaster aus Stuck gegliedert und mit Bibelversen verziert. Hinten springt eine Empore ins Innere hervor, auf dieser befindet sich die Orgel der Firma Genf aus dem Jahr 1963. Die Kanzel an der Ostwand ist ein massiver polygonaler Korpus aus weissem Marmor mit Brüstungen und korinthischen Ecksäulen. Der Treppenaufstieg besteht aus demselben Material. Die Glasfenster wurden von Hans Ulrich Fisch II. aus Aarau gefertigt. Sie zeigen das Wappen der Stadt Bern, das Wappen von Bauherr und Säckelmeister Abraham von Werdt, das Wappen des Landvogts Rudolf von Diesbach sowie die Wappen der damals in Gränichen bedeutsamen Familien Imhof und Graviseth.